# Église Saint-Pierre de Montgauch
L'église Saint-Pierre  de Montgauch est une église romane située sur la commune de Montgauch, en Couserans, dans le département de l'Ariège, en France.

## Historique
L'édifice date du XIIe siècle. Des peintures murales, découvertes en 1957, s'y trouvent.
L'édifice est classé au titre des monuments historiques par arrêté du 23 juillet 1962.

## Description
Avec un clocher-mur, c’est une église à trois nefs terminées en abside et absidioles rondes. Le porche précédent le portail d'entrée a été ajouté au XIVe siècle. Des peintures murales du XVe ont été découvertes en 1957 et ultérieurement restaurées.

## Galerie

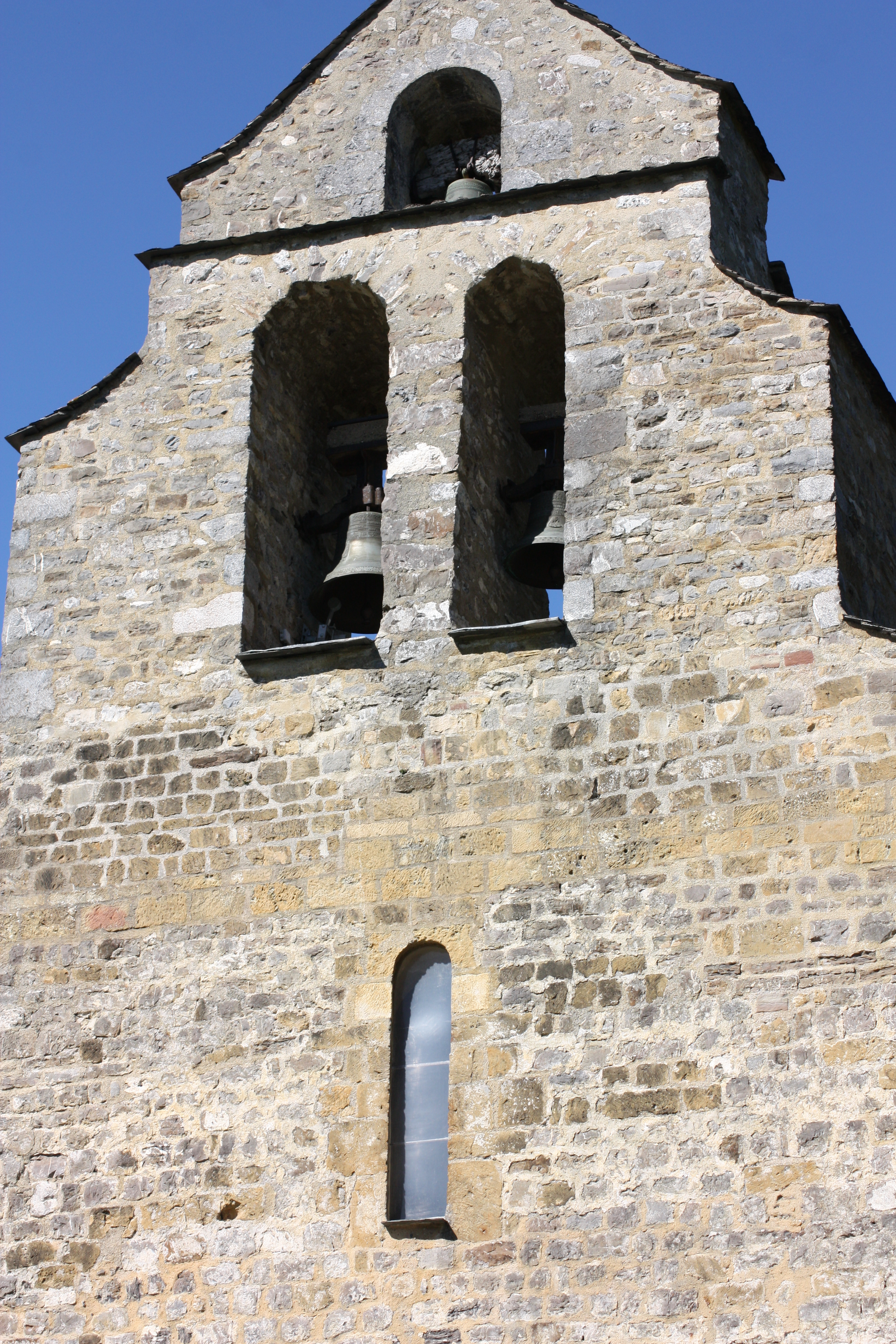
Le clocher-mur.
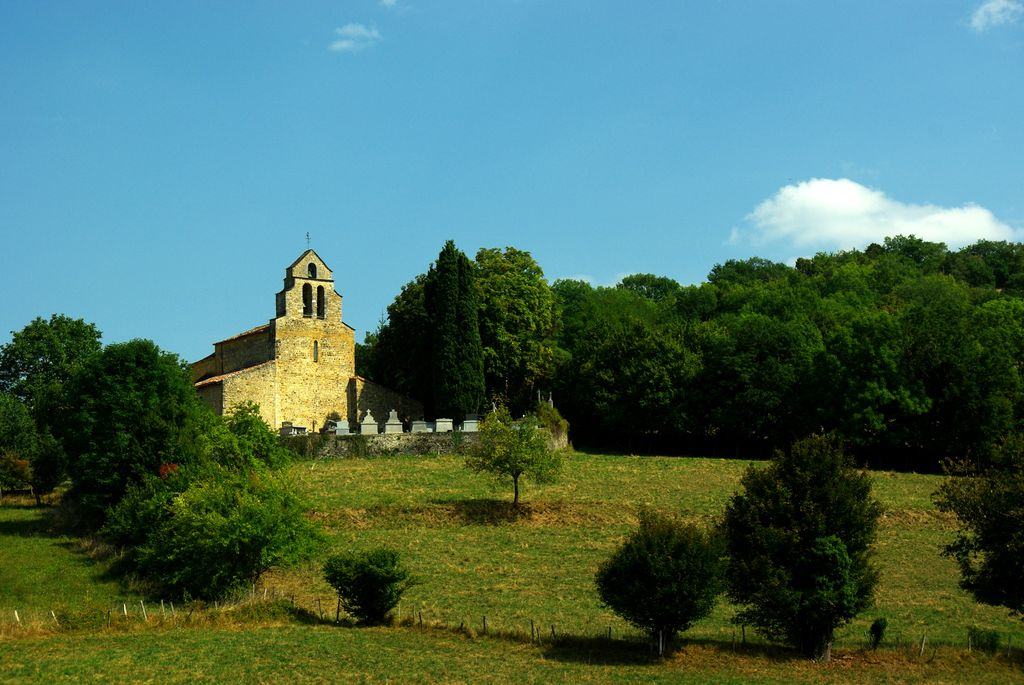
L'église et son environnement
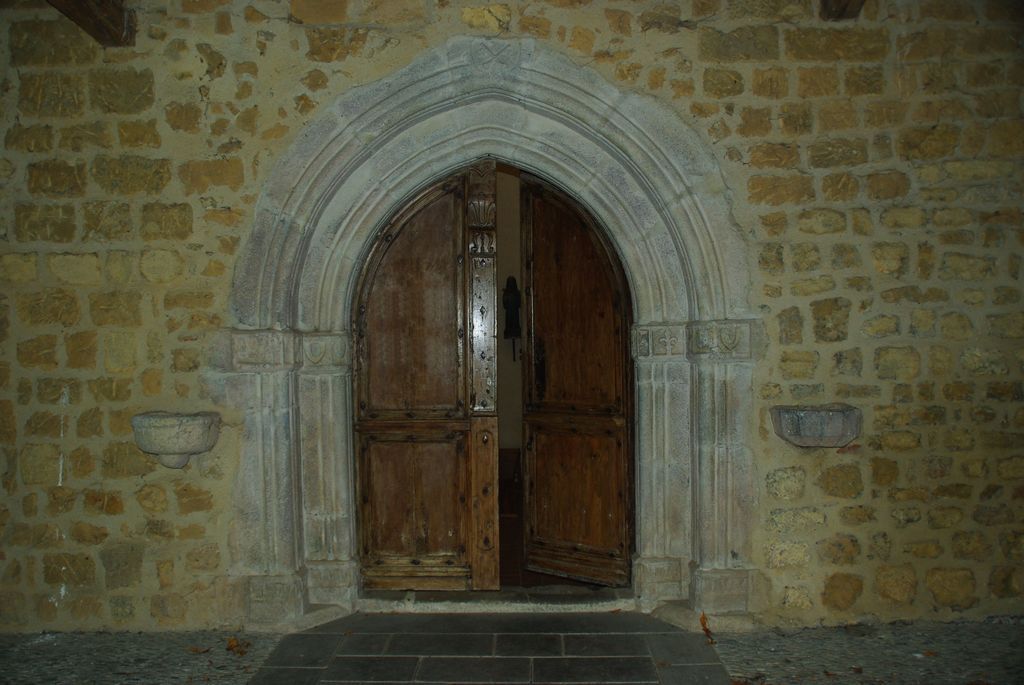
Le portail.
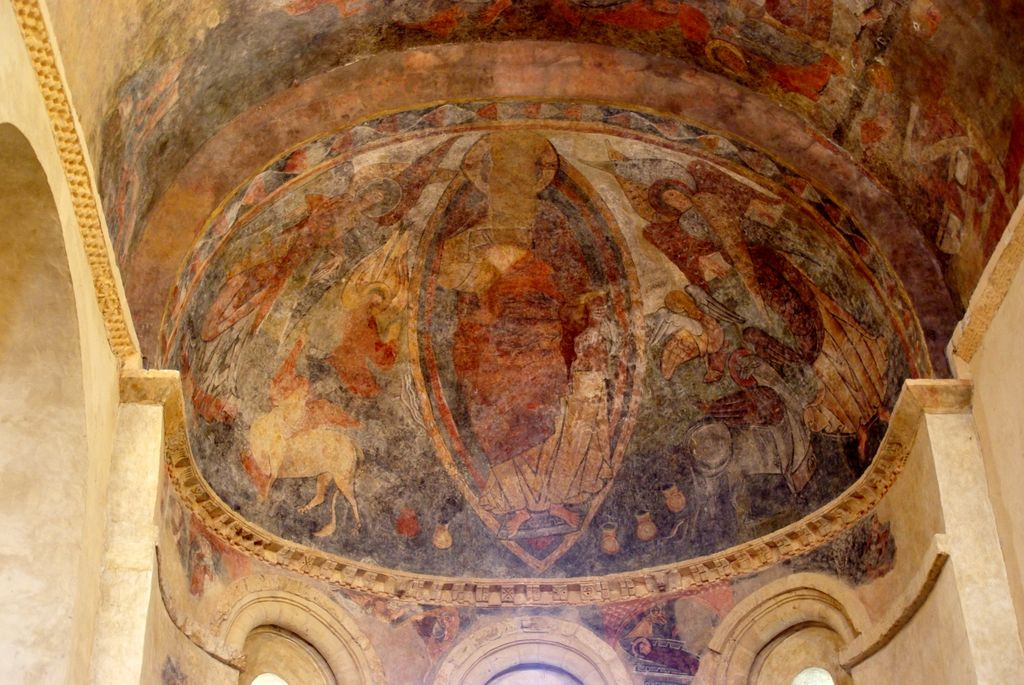
Plafond de l'abside.

## Valorisation du patrimoine
Créée en octobre 2017, l'association Patrimoine en Couserans est particulièrement investie sur la conservation et valorisation de cette église.